# Museo Judío de Montreal
El Museo Judío de Montreal (en francés: Musée du Montréal juif) es un museo virtual y móvil que recopila, mapea y presenta la historia y experiencias de la comunidad judía de Montreal a través de exhibiciones, recorridos a pie y tecnología en línea y móvil. Se encuentra en Montreal, Quebec, Canadá. Fue fundado en 2010 por Zev Moses.

## Historia
El MJM se fundó en 2010, cuando la  comunidad judía de Montreal cumplió 250 años. Lo que comenzó como un proyecto para mapear la  historia judía de Montreal se ha expandido desde entonces para incluir exhibiciones en línea, historias orales y recorridos a pie.
Su sitio web presenta exhibiciones en línea con descripciones escritas de instituciones, eventos, lugares y personas clave en la historia de la vida judía de Montreal. Cada exhibición también presenta imágenes de archivo y enlaces para futuras investigaciones. Las exhibiciones están destinadas a brindar a los usuarios un contexto sobre cómo los diferentes elementos de la historia de la comunidad judía encajan en la historia de Montreal, Quebec, Canadá y la vida judía en todo el mundo. Hay más de 125 exhibiciones originales junto con varias exhibiciones basadas en la investigación de Sara Tauben sobre sinagogas históricas en Montreal.
El museo también organiza eventos, que incluyen conferencias, paneles de discusión y otras programaciones públicas.
En mayo de 2020 se conoció que el dueño del edificio en el que se ubicaba  el museo les notificó que debían reubicarse tras la venta del mismo. Moses y Tauben dijeron que aunque el cierre del museo “puede ser una sorpresa”,  estaban “listos para enfrentar el desarrollo inesperado” y que ya habían evaluado espacios alternativos para recibir a los visitantes del museo, que permanece cerrado debido a la pandemia de coronavirus.

## The Third Solitude Series
En octubre de 2011, el MJM comenzó a publicar The Third Solitude Series, un blog con entrevistas, investigaciones, literatura, ensayos fotográficos e historias personales relacionadas con la herencia judía de Montreal. El nombre del blog se refiere a un término que en ocasiones se usa para describir la experiencia judía en Canadá y Montreal específicamente, entre el Canadá francés y el inglés.

## Recorridos
En junio de 2014, se iniciaron los recorridos a pie diarios en los vecindarios de Plateau y Mile End, y en junio de 2015, el museo lanzó los recorridos gastronómicos judíos "Beyond the Bagel".